# Annonaceae
Las anonáceas (Annonaceae) son una familia de angiospermas del orden Magnoliales. Consta de 130 géneros con unas 2300 especies que se distribuyen por los trópicos del Nuevo y Viejo Mundo, hasta el norte de Australia y las islas del Pacífico.
Forman parte del complejo ranaliano lo que las hace tener una historia evolutiva muy antigua.

## Descripción

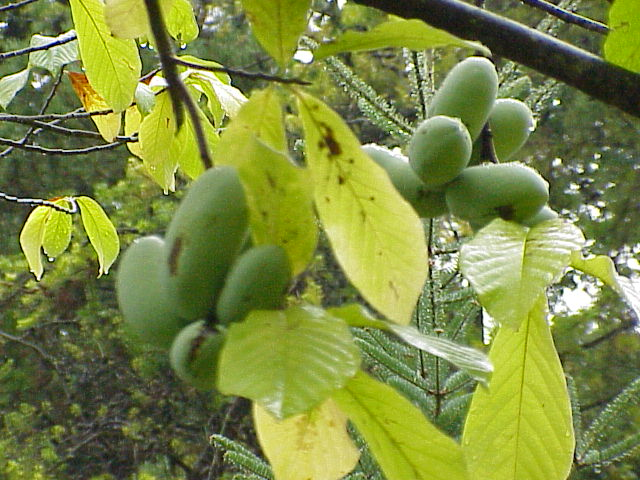
Frutos y hojas de Asimina triloba.

- Árboles (a veces con raíces tabulares o con neumatóforos), arbustos o raramente subarbustos o trepadoras, a veces con xilopodio, aromáticos, con indumento de pelos simples, estrellados o escamosos.
- Hojas simples, enteras, alternas, dísticas, rara vez espirales, con nerviación craspedódroma a broquidódroma, sin estípulas. Estomas paracíticos. Idioblastos presentes, oleosos o mucilaginosos. Astrosclereidas y osteoesclereidas presentes.
- Tallos con leño característico que presenta bandas tangenciales concéntricas continuas de parénquima, y vasos pequeños, radios homogéneos a débilmente heterogéneos, uniseriados o más frecuentemente multiseriados. Nodos trilacunares.
- Plantas dioicas, raramente monoicas (algunas especies de Uvariopsis) o androdioicas (en Pseuduvaria, Greenwayodendron y Diclinanona).
- Flores solitarias, pareadas o en fascículos, terminales, axilares o supraaxilares, apareciendo sobre troncos o ramas, raramente en serpollos subterráneos, perfectas o unisexuales, actinomorfas, hipóginas, frecuentemente con una única bráctea adaxial. Receptáculo plano, hemisférico o cónico. Sépalos (2-)3(-4), en un verticilo, valvados o imbricados, libres o soldados al menos en la base, peristentes o caducos. Pétalos (0-)3-6(-12), usualmente en 2 verticilos de (2-)3(-4) o en un verticilo, valvados o imbricados, libres o soldados en la base, usualmente alternisépalos, carnosos o coriáceos, raramente membranosos. Estambres numerosos y espiralados, o bien 3-15 y verticilados; estaminodios presentes a veces; filamentos cortos y libres, rara vez largos y monadelfos, anteras lineares, con dehiscencia extrorsa o raramente latrorsa, a veces transversalmente septadas, conectivo usualmente con una prolongación truncada, cónica o piramidal. Carpelos numerosos a 1, apocárpicos a sincárpicos o paracárpicos, estilos libres o soldados, usualmente cortos, cilíndricos, estigmas capitados, oblongos o en herradura; óvulos numerosos a 1 por carpelo, anátropos, placentación basal o marginal en la sutura ventral en 1-2 filas.
- Fruto simple, cada elemento carnoso o leñoso, dehiscente o indehiscente, sésil o estipitado, o bien compuesto (sincarpo) con numerosos carpelos uniseminados, o bien unilocular y pluriseminado. Existe una enorme variedad de formas y tipos.
- Semillas usualmente grandes y con o sin arilo, con un surco periférico en los frutos en folículo dehiscente, endospermo abundante, ruminado, usualmente en forma de láminas irregulares (ruminaciones laminiformes), duro, oleoso, embrión pequeño, recto.
- Polen muy delicado, navicular a triangular, globoso o disciforme, monoaperturado distalmente o inaperturado, frecuentemente en díadas, tríadas o tétradas, exina granular o columelar, a veces una capa basal lamelada, superficie reticulada a atectada.
- Número cromosómico: x = 7, 8, 9; 2n = 16, 24, 32, 48, 64; existe poliploidía en varios géneros.

## Ecología
Las flores son preponderantemente protóginas. La polinización de muchas especies la efectúan pequeños escarabajos (Nitidulidae, Curculionidae) atraídos por olores florales que imitan fruta podrida y que llegan a utilizar las flores como lugar de puesta, mientas que escarabajos más grandes destruyen partes florales al alimentarse de ellas. Para defenderse de estos últimos, algunas especies impiden el acceso a los carpelos mediante el cierre de los pétalos internos, produciéndose autopolinización. Cymbopetalum macropodum, con flores grandes en largos pedúnculos colgantes, es probablemente quiropterófila, mientras que Monodora myristica es dipterófila (polinización por medio de moscas). La dispersión de frutos y semillas la efectúan fundamentalmente animales, como monos, aves, quirópteros, pero también iguanas, tortugas o aligátores. Algunas de las especies con folículos dehiscentes son capaces de expulsar las semillas a considerable distancia.
Las anonáceas por lo general se desarrollan en clima tropical, solo algunas especies de los géneros Asimina y Deeringothamnus aparecen en zonas templadas de Norteamérica. En general, hay un marcado contraste entre las formas del Viejo Mundo, que tienden a ser trepadoras o de formas muy extendidas en las selvas húmedas a baja altitud, hasta los 1500 m de altura, rara vez los 2000 m, mientras que en el Nuevo Mundo tienden a ser árboles o arbustos y a crecer en zonas de sabana y cerrado, donde algunas especies están altamente especializadas como pirófitas, p. ej., ciertas especies de Annona y Duguetia, lo cual no es óbice para que alguna especie, como Raimondia quinduensis alcance los 2600 m en las montañas colombianas.
Algunas especies del Nuevo Mundo son árboles caducifolios que habitan las selvas bajas caducifolias.

## Fitoquímica
Alcaloides derivados de la bencilisoquinolina (aporfinas y oxoaporfinas), berberinas con estructuras similares a la morfinas, así como alcaloides C-metilados. Flavonoides C-metilados y C-bencilados característicos, y nitrofeniletano presentes. Diterpenos (kauranos y clerodanos), bencilbenzoatos, estirilpironas y policétidos presentes, así como triterpenoides tetra- y pentacíclicos, y lignanos furofuránicos (como la (+)-epimembrina y la (+)-epieudesmina), pero no hay esteroides, las acetogeninas de anonaceae poseen largas cadenas alifáticas con o sin anillos tetrahidrofuranos o tetrahidropiranos además, en uno de los extremos se presenta un anillo de β-lactona. Estos compuestos se restringen a la familia y debido a su toxicidad con ellos se realizan estudios en diferentes partes del mundo para encontrar y explicar la potente actividad biológica que estas presentan.

## Usos

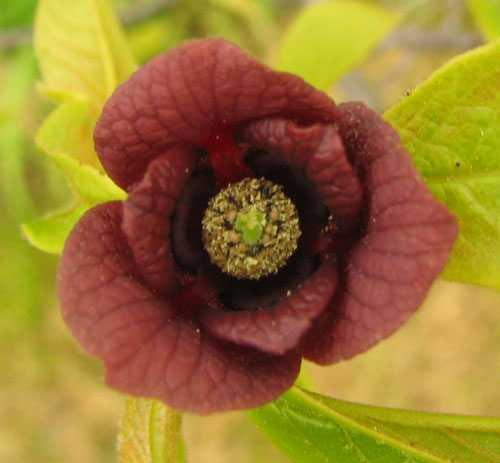
Flor de Asimina triloba.

El principal interés económico de la familia se centra en los frutos comestibles de algunas especies: el "chirimoyo" (Annona cherimolia) cuyo fruto es la "chirimoya", el "guanábano" (Annona muricata) cuyo fruto es la "guanábana" o "graviola", el "anón" (Annona squamosa) cuyo fruto es el "anón" o la "anona", la "anona colorada" (Annona reticulata), la "chirimoya de Florida" (Asimina triloba) y el "anonillo", "biribá" o "anón amazónico" (Rollinia mucosa) y los "aratikú" (Anonna emarginata, Anonna rugulosa y Anonna neosalicifolia); siendo todas especies americanas; igualmente. Las flores del "ylang-ylang" (Cananga odorata) de Asia se usan para la extracción de esencia de uso en perfumería; su equivalente africano es Artabotrys hexapetalus. El "xochinacaztli", flor sagrada de los aztecas, es la "orejuela" o "flor de oreja" (Cymbopetalum penduliflorum) que se usa como condimento culinario y para la aromatización del chocolate en México y América central; como sustituto de la nuez moscada en África se utilizan las semillas de Monodora myristica y las de Xylopia aethiopica en vez de pimienta ("pimienta de Guinea"). Algunas maderas tienen especial interés, p. ej., la "yaya" (Oxandra lanceolata) en la fabricación de mangos y de tacos de billar; otras son de uso local en la construcción y para postes. Muchas especies tienen usos locales en farmacopea debido a sus componentes químicos. 
En algunos lugares se usan como cercas vivas.

## Taxonomía
La familia ha sido dividida en 4 subfamilias:
- Anaxagoreoideae Chatrou, Pirie, Erkens, Couvreur & al., 2012
- Ambavioideae Chatrou, Pirie, Erkens, Couvreur & al., 2012
- Malmeoideae Chatrou, Pirie, Erkens & Couvreur & al., 2012
- Annonoideae Rafinesque, 1815[2]

## Posición sistemática
Las anonáceas forman una familia muy bien definida y natural, de fácil distinción, consideradas siempre como un grupo primitivo de angiospermas, e incluidas siempre en un Orden Magnoliales o Annonales basal, según los diferentes autores. El APW (Angiosperm Phylogeny Website) considera que es, sin embargo, una familia avanzada del Orden Magnoliales y grupo hermano de las Eupomatiaceae.

## Taxones incluidos

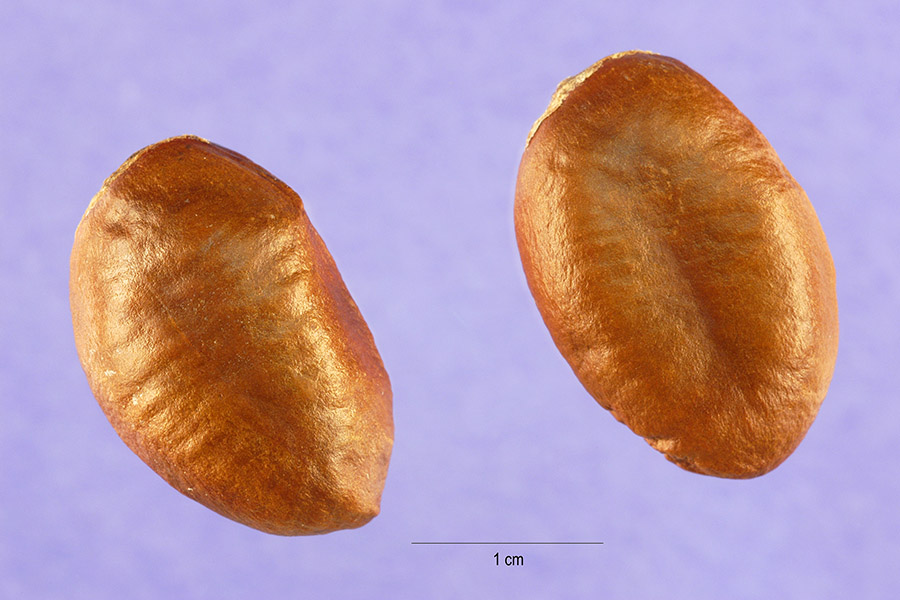
Semillas de Asimina triloba.

La división interna de la familia usualmente distinguía entre dos subfamilias, Annonoideae y Monodoroideae, teniendo la primera un gineceo apocárpico que, a lo sumo, daba en fruto un sincarpo plurilocular, mientras que la segunda presentaba un ovario unilocular con placentación parietal; la primera subfamilia se dividiría en 3 tribus: Uvarieae, Miliuseae y Unoneae. Esta clasificación, clásica, que se remonta a Hutchinson (1964, véase referencia), ha sido desechada por artificial ya hace tiempo (Kessler, 1993, véase referencia). Este autor dividió la familia en grupos informales. Los recientes avances en la metodología de la filogenia morfológica y, sobre todo, molecular, han permitido asegurarse de que en el árbol evolutivo de la familia existen 3 ramas principales: 1) una rama basal, formada por el género Anaxagorea, que es el grupo hermano de las otras dos; 2) una rama formada por el llamado "grupo Ambavia" (Ambavia, Cananga, Cleistopholis, Mezzettia, Tetrameranthus, y 3) una rama terminal que engloba al resto de los géneros, en la que se puede distinguir dos clados principales: uno con poca divergencia molecular y géneros con pocas especies (incluyendo Malmea, Piptostigma, Miliusa y Polyalthia), y otro clado con más divergencia molecular y géneros más especiosos. 
Ver: Lista completa de géneros